# Kui Xiang Miaozu Yizu Xiang
Kui Xiang Miaozu Yizu Xiang (kinesiska: 奎香, 奎香苗族彝族乡) är en socken i Kina. Den ligger i provinsen Yunnan, i den sydvästra delen av landet, omkring 300 kilometer nordost om provinshuvudstaden Kunming. Antalet invånare är 45 399. Befolkningen består av 21 796 kvinnor och 23 603 män. Barn under 15 år utgör 30 %, vuxna 15-64 år 64 %, och äldre över 65 år 4,0 %.
Genomsnittlig årsnederbörd är 1 099 millimeter. Den regnigaste månaden är juli, med i genomsnitt 236 mm nederbörd, och den torraste är december, med 10 mm nederbörd.